# Knotswespen
De knotswespen (Sapygidae) vormen een familie van vliesvleugeligen uit de superfamilie Pompiloidea. Het is een betrekkelijk kleine familie van circa tachtig soorten.  Het zijn solitaire wespen waarvan de vrouwtjes eieren leggen in nesten van solitaire bijen. De larven van de knotswespen eten vervolgens de bijenlarven.

## Geslachten
- Araucania
- Asmisapyga
- Eusapyga
- Fedtschenkia
- Huarpea
- Krombeinopyga
- Monosapyga
- Parasapyga
- Polochridium
- Polochrum
- Sapyga
- Sapygina